# Грабове (Шацька селищна громада)
Гра́бове — село в Україні, у Шацькій селищній територіальній громаді Ковельського району Волинської області. 
Населення становить 294 осіб. Орган місцевого самоврядування — Шацька селищна рада.
До 2019 року село Грабове було центром Грабівської сільської ради.

## Історія
У 1906 році село Пульменської волості Володимир-Волинського повіту Волинської губернії. Відстань від повітового міста 115 верст, від волості 10. Дворів 167, мешканців 503.
12 червня 2020 року, відповідно до розпорядження Кабінету Міністрів України № 708-р «Про визначення адміністративних центрів та затвердження територій територіальних громад Волинської області», увійшло до складу Шацької селищної територіальної громади.
19 липня 2020 року, в результаті адміністративно-територіальної реформи та ліквідації Шацького району, село увійшло до новоутвореного Ковельського району.

## Населення
Згідно з переписом УРСР 1989 року чисельність наявного населення села становила 287 осіб, з яких 130 чоловіків та 157 жінок.
За переписом населення України 2001 року в селі мешкала 291 особа.

### Мова
Розподіл населення за рідною мовою за даними перепису 2001 року:
| Мова       | Відсоток |
| ---------- | -------- |
| українська | 97,96 %  |
| російська  | 1,70 %   |
| молдовська | 0,34 %   |

## Транспорт
Автобусне сполучення зв'язує Ковель і Луцьк. Залізниці немає.